# Мончегорск
Мончегорск (на руски: Мончегорск) е град в Русия, разположен в градски окръг Мончегорск, Мурманска област. Населението на града към 1 януари 2018 година е 42 099 души. Основан е през 1937 година. Разположен е на Колския полуостров. Той е център на производството на никел и мед (завод Норилск никел) и затова районът около него е силно замърсен. Смята се за един от най-замърсените градове в Руската федерация.
В Мончегорск има летище носещо същото име.